# 델라웨어 주의회

델라웨어 주의회(Delaware General Assembly)는 미국 델라웨어주의 입법부이다. 델라웨어주 상원은 상원의원 21명, 델라웨어주 하원은 하원의원 41명으로 구성된 양원제 입법부이다. 홀수 해 1월 두 번째 화요일에 도버 입법회관에서 소집되며, 짝수 해에도 같은 의회의 두 번째 회기가 소집된다. 일반적으로 회의는 같은 해 6월 말까지 연기되어야 한다. 그러나 주지사는 언제든지 입법부의 특별 회의를 소집할 수 있다.
의원은 단일 의원 선거구에서 선출되며, 각 10년마다 실시되는 인구 조사 후 거의 동일한 인구로 할당된다. 선거는 11월 첫 번째 월요일 다음 화요일에 실시되며, 상원 의원의 약 절반은 2년마다 선출되어 4년 임기로, 하원 전체는 2년마다 선출되며 임기는 2년이다. 공석은 보궐선거를 통해 충원된다. 두 챔버 모두 임기 제한이 없다.
62석을 보유한 델라웨어 주의회는 미국에서 알래스카(60석)에 이어 네바다주(63석)에 이어 두 번째로 작은 양원제 주의회이다.